# اوکلر
اوکلر (به فرانسوی: Auclair) شهری در منطقه شهری تمیسکوواتا ناحیه با-سن-لوران در استان کبک کانادا است. در سرشماری سال ۲۰۱۱ این شهر ۵۰۰ نفر جمعیت داشته‌است و مساحت آن ۱۰۶٫۶۶ کیلومتر مربع است.